# Jacob Rathe
Jacob Rathe   (Portland, 13 de març de 1991) és un ciclista professional estatunidenc, des del 2011, va competir per última vegada per a l'equip amateur nord-americà Ottolock. Després d'un període de dos anys amb EF Education-EasyPost, Rathe va signar amb Jelly Belly–Maxxis per a la temporada 2014. Rathe va néixer, es va criar i resideix a  Portland, Oregon, Estats Units.

## Palmarès
- 2009
  - Vencedor d'una etapa al Rothaus Regio-Tour
- 2011
  - Vencedor d'una etapa a la Rutes d'Amèrica
  - Vencedor d'una etapa a la Volta a Portugal
- 2017
  - 1r al Tour de Xingtai i vencedor d'una etapa